# 颱風摩羯 (2000年)
颱風摩羯（英語：Typhoon Yagi，國際編號：0019，聯合颱風警報中心：29W，菲律賓大氣地球物理和天文管理局：Paring）為2000年太平洋颱風季第十九個被命名的風暴。「摩羯」一名由日本提供，摩羯星座（山羊）。

## 發展過程
10月21日0時，一熱帶低氣壓在馬里亞納群島南部海面上生成。該熱帶低氣壓向西北西方向移動，10月22日0時，該熱帶低氣壓在沖之鳥島東北偏東部海面增強為熱帶風暴，並命名為摩羯。10月23日12時，摩羯增強為強烈熱帶風暴。摩羯保持向西北偏西方向移動，10月24日12時，摩羯在沖繩島南部海面增強為颱風。稍後，摩羯達到頂峰，最高持續風速為70kt。摩羯轉變路徑由向西北方向改為向北方移動。10月25日12時，摩羯減弱為強烈熱帶風暴。10月26日至28日，摩羯在沖繩島附近海域轉了一圈。10月26日12時，摩羯減弱為熱帶風暴。10月27日0時，摩羯減弱為熱帶低氣壓。10月28日12時，完全消散。

## 影響

### 臺灣
當地發佈最高熱帶氣旋警告信號：海上陸上颱風警報

## 熱帶氣旋警告使用紀錄

### 台灣
| 交通部中央氣象局 颱風警報 | 交通部中央氣象局 颱風警報 | 交通部中央氣象局 颱風警報 |
| ------------------------- | ------------------------- | ------------------------- |
| 上一熱帶氣旋              | 海上颱風警報              | 下一熱帶氣旋              |
| 輕度颱風寶發              | 海上颱風警報              | 中度颱風象神              |
| 輕度颱風寶發              | 陸上颱風警報              | 中度颱風象神              |

## 外部連結
- （日語）日本氣象廳首頁 （页面存档备份，存于）
- （英文）聯合颱風警報中心首頁 （页面存档备份，存于）
- （简体中文）中央氣象台首頁
- （繁體中文）中央氣象局首頁 （页面存档备份，存于）
- （繁體中文）香港天文台首頁 （页面存档备份，存于）
- （繁體中文）澳門地球物理暨氣象局首頁 （页面存档备份，存于）